# Pegarthrum carinatus
Pegarthrum carinatus är en stekelart som beskrevs av Cameron 1910. Pegarthrum carinatus ingår i släktet Pegarthrum och familjen bracksteklar. Inga underarter finns listade i Catalogue of Life.